# Václav Husa

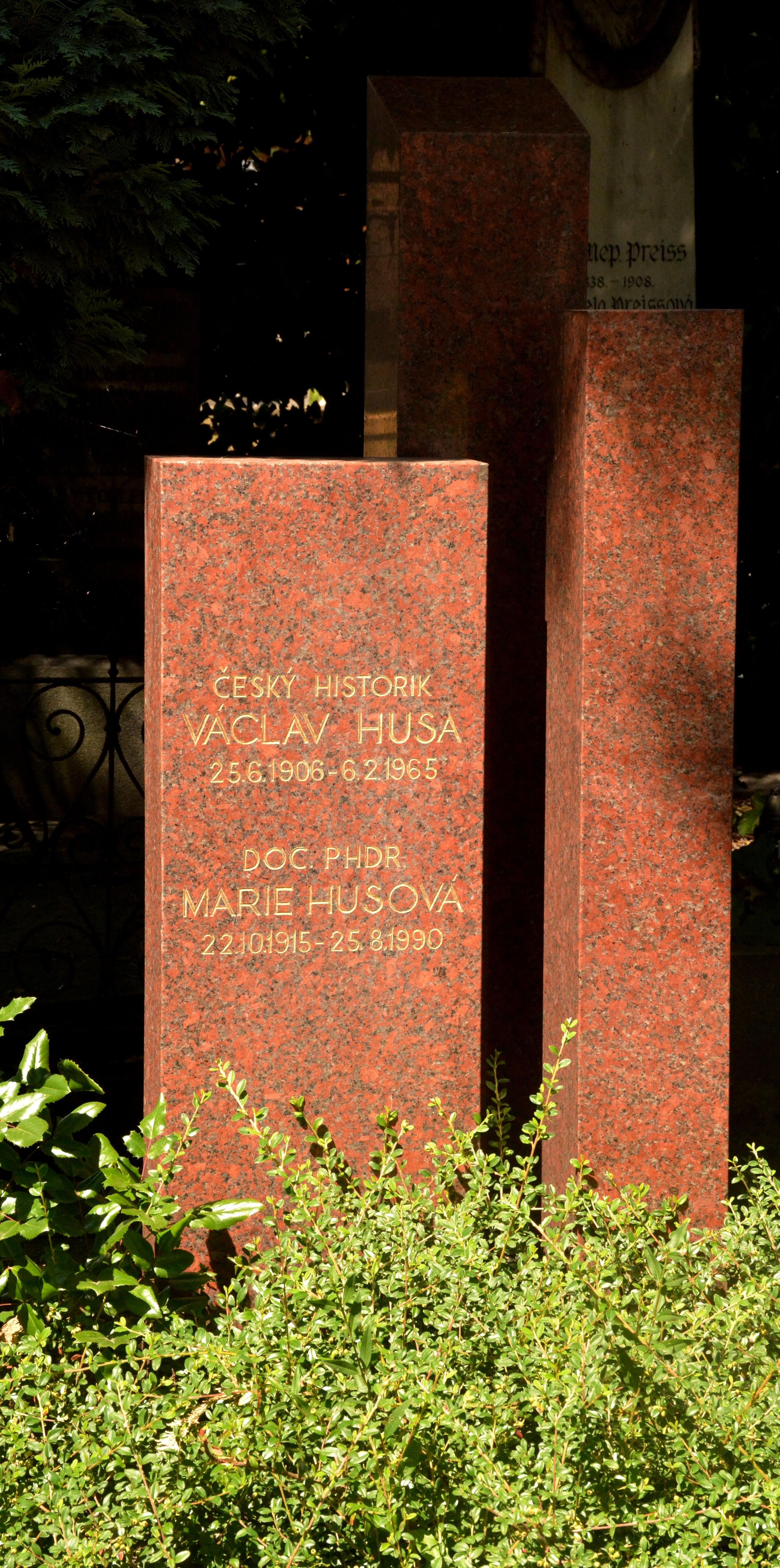
Hrob na pražském Vyšehradském hřbitově

Václav Husa (25. června 1906 Brandýs nad Labem – 6. února 1965 Praha) byl český historik, pedagog a archivář.

## Život
V letech 1934–1931 studoval na FF UK dějepis a zeměpis, během tohoto studia strávil rok v Paříži a Rennes, po získání aprobace pro středoškolské učitelství pokračoval do roku 1934 ve studiu na Státní archivní škole (PhDr.). V době studií na archivní škole pracoval v Archivu Národního muzea, poté v archivu ministerstva vnitra až do roku 1949, kdy započal pedagogickou kariéru na FF UK. Od roku 1951 vedl katedru českých dějin, podílel se na vzniku ČSAV a již od počátku se stal jejím členem korespondentem.
Z historie se zaměřoval na kulturní dějiny (v době studií dějiny umění), hospodářské a sociální dějiny, také teoretické otázky historické vědy, jeho soucítění s dělnickou třídou ho přivádělo k marxistickému pojetí historiografie. Mezi jeho základní díla patří Epochy českých dějin, Tomáš Müntzer a Čechy (1957) a Dějiny Československa (1961).
Je pochován na Vyšehradském hřbitově v Praze.